# Fission rapide
Une fission rapide est une fission nucléaire se produisant lorsqu'un atome lourd absorbe un neutron à haute énergie appelé neutron rapide (ayant un niveau d'énergie cinétique au moins égal à une valeur voisine de 1 MeV), et se divise.

## Espoirs
Des espoirs sont fondés sur le fait que les réacteurs à neutrons rapides puissent agir comme des surgénérateurs. Bien qu'il ne puissent pas régénérer plus du même combustible[pas clair], ils pourraient transformer de l'Uranium 238 en plutonium 239. 
Superphénix est un réacteur à neutrons rapides. 